# Schefflera lakhonensis
Schefflera lakhonensis är en araliaväxtart som beskrevs av Chih Bei Shang. Schefflera lakhonensis ingår i släktet Schefflera och familjen araliaväxter.
Artens utbredningsområde är Thailand. Inga underarter finns listade.